# Alt Ottersleben 44
Das Haus Alt Ottersleben 44 war ein Baudenkmal im Magdeburger Stadtteil Ottersleben in Sachsen-Anhalt.

## Lage
Es befand sich auf der Nordseite der Straße Alt Ottersleben im Ortszentrum von Ottersleben.

## Architektur und Geschichte
Ursprünglich befand sich hier ein Vierseitenhof, der jedoch bereits Anfang der 1990er Jahre in weiten Teilen nicht mehr bestand. Erhalten geblieben war ein 1840 errichtetes zweigeschossiges Bauernwohnhaus. Während das Erdgeschoss in massiver Bauweise errichtet war, war das Obergeschoss in Fachwerkbauweise erstellt. Bemerkenswert waren die an den Ecken des Ostgiebels im Fachwerk befindlichen Fachwerkmotive des Bauerntanz, hochstehende durchkreuzte Rauten. Bedeckt war das Gebäude mit einem mit Ziegeln gedeckten Satteldach.

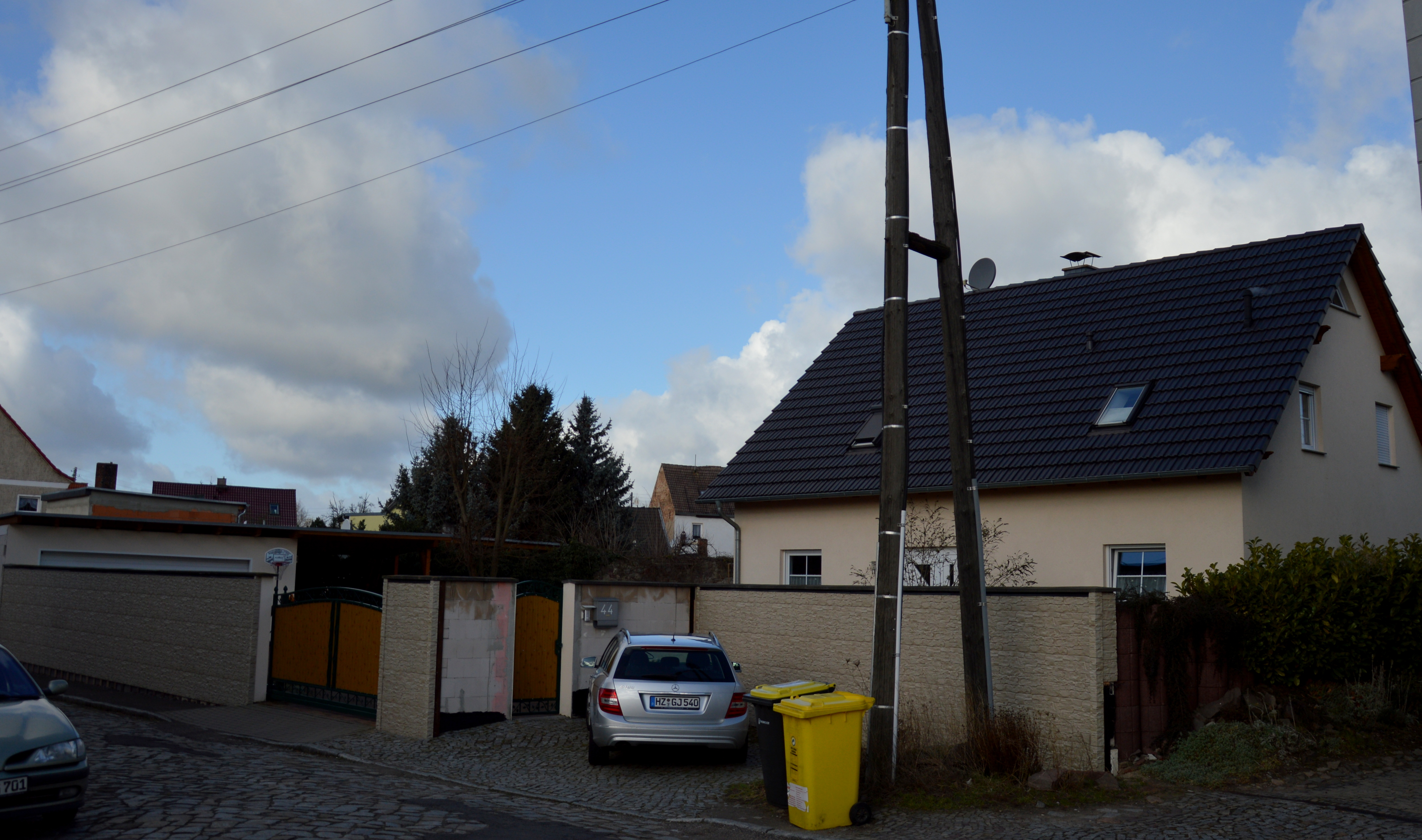
Nachfolgebebauung, 2016

Im örtlichen Denkmalverzeichnis war das Bauernhaus unter der Erfassungsnummer 094 06201 als Baudenkmal verzeichnet. Im Jahr 1995 wurde ein Abbruchantrag genehmigt und das Gebäude in der nachfolgenden Zeit abgerissen.
Das Grundstück wurde neu mit einem Einfamilienhaus bebaut.